# 甘珠尔巴格西·甲木英黑都布却吉甲木苏
甘珠尔巴格西·甲木英黑都布却吉甲木苏（？—？）民族及籍贯不详，第二世甘珠尔巴格西活佛。

## 生平
甲木英黑都布却吉甲木苏是第一世甘珠尔巴格西活佛吉布增罗布生图布登旺舒格之后的第二世，其后为第三世甘珠尔巴格西活佛吉布增罗布生嘎拉森达尔吉。这三世活佛均为藏区散川（音译）地玛札关布寺（一作“地玛札闫布寺”）高僧。